# The Mothers of Invention
The Mothers of Invention waren eine amerikanische Rockband, die von 1964 bis 1976 Bestand hatte. Sie spielten hauptsächlich Kompositionen von Frank Zappa, der die Band leitete und auch die veröffentlichten Platten produzierte.

## Geschichte
Ursprünglich hieß die Gruppe „The Soul Giants“ und bestand aus dem Schlagzeuger Jimmy Carl Black, dem Bassisten Roy Estrada, dem Saxophonisten Davy Coronado, dem Gitarristen Ray Hunt und dem Sänger Ray Collins. Nach einer Schlägerei mit Collins verließ Hunt die Gruppe 1964. Frank Zappa nahm seinen Platz als Gitarrist ein und wurde schnell zum Bandleader. Er überzeugte die Gruppe, eigene, von ihm geschriebene Stücke zu spielen, um erfolgreich zu werden. Er wurde so zum Schreiber und später auch Produzenten der Band. Andere Bandmitglieder steuerten nur gelegentlich Stücke bei.
Am Muttertag 1964 änderte die Band ihren Namen in „The Mothers“ (kurz für „motherfuckers“, was zu dieser Zeit im Slang von Los Angeles guter Musiker bedeutete). Ende 1965 machte der Produzent Tom Wilson einen kurzen Besuch in einer Bar, in der die Mothers auftraten, und bot ihnen im Anschluss einen Vertrag an.
Die „Mothers“ und Wilson verbrachten mehrere Monate im Studio und arbeiteten am ersten Album der Gruppe, einer Doppel-LP mit dem Titel Freak Out!. Ihre Plattenfirma MGM Records bestand auf einer Änderung des Bandnamens in „The Mothers of Invention“. Das Debüt-Album erschien 1966, in der Folgezeit gingen die „Mothers of Invention“ auf Tournee.
Die Verkaufszahlen von Freak Out! lagen laut MGM bei „enttäuschenden“ 30.000 Exemplaren. Ungeachtet einer darauf folgenden Kürzung des Budgets setzten die „Mothers of Invention“ ihre Arbeit fort und veröffentlichten unter der Federführung Zappas die Alben Absolutely Free (1967) und We’re Only in It for the Money (1968).
Im Juni 1969 verlangte Zappa, dass die Mothers of Invention aufgelöst werden sollten, und am 18. August 1969 war der letzte Auftritt der Mothers in der Original-Besetzung. Kurz darauf, am 20. August, teilte Zappa den Bandmitgliedern mit, dass er beschlossen habe, die Band aufzulösen, und als Manager der Band keine weiteren Abschlagszahlungen mehr leisten werde. Zu diesem Zeitpunkt hatte er jedem der zehn Bandmitglieder 200 US-Dollar pro Woche als Vorschuss auf erwartete Einnahmen durch Auftritte und Plattenverträge gezahlt und hatte dazu 10.000 US-Dollar Schulden gemacht. In einem Interview führte Zappa später auch musikalische Gründe für die Trennung von den Bandmitgliedern an: Er sei frustriert vom Publikum gewesen, das kein Interesse an anspruchsvollerer Musik hätte und gleichzeitig seien die Musiker der Mothers nicht in der Lage gewesen, die von ihm geschriebene anspruchsvollere Musik jenseits der Rockmusik adäquat umzusetzen.
1970 rief Zappa die Band mit den Mitgliedern Aynsley Dunbar, George Duke, Howard Kaylan („Eddie“) und Mark Volman („Flo“ oder „Phlorescent Leech“) erneut ins Leben. Diese Formation, auch als Vaudeville-Band bezeichnet, spielte ein neues Album ein, Chunga’s Revenge, auf dem allerdings nur Zappa als Komponist angegeben war. Es folgten zwei Live-Alben (Fillmore East, June 1971 und Just Another Band from L.A.); dann löste sich die Band erneut auf, nachdem Zappa infolge eines Bühnenunfalls im Dezember 1971 für ein Jahr auf einen Rollstuhl angewiesen war.
Zwischen 1973 und 1975 veröffentlichte Zappa seine Alben teils unter eigenem Namen, teils unter „Frank Zappa/Mothers“. Bei diesen Aufnahmen wirkten weitere Musiker wie Napoleon Murphy Brock (Querflöte, Saxophon, Gesang), Ruth Underwood (Percussion) oder Chester Thompson (Schlagzeug) mit.
1976 löste Zappa „seine“ „Mothers“ endgültig auf. Seit 1980 spielen und veröffentlichen Jimmy Carl Black, Don Preston und Bunk Gardner gelegentlich als The Grandmothers.

## Diskografie
Alben
- Freak Out! (1966)
- Absolutely Free (1967)
- We’re Only in It for the Money (1968)
- Cruising with Ruben & the Jets (1968)
- Uncle Meat (1969)
- Burnt Weeny Sandwich (1970)
- Weasels Ripped My Flesh (1970)
- Fillmore East, June 1971 (1971, live)
- Just Another Band from L.A. (1972, live)
- The Grand Wazoo (1972)
- Over-Nite Sensation (1973, US: Gold[3])
- Pop Giants Vol. 27 (Kompilation) (1973)
- Roxy & Elsewhere (1974, live)
- Bongo Fury (1975, live mit Captain Beefheart)
- One Size Fits All (1975)
- The Grandmothers (1980)